# يوكو أونو (مؤدية أصوات)
يوكو أونو (大野柚布子 أونو يوكو) هي مؤدية أصوات يابانية ولدت في 2 نوفمبر 1993 في ناغويا، آيتشي.

## أدوارها في الأنمي

### مسلسلات أنمي تلفزيونية
- عوليس: جان دارك و الفارس الخيميائي - جان دارك
- حارسات التوجي - شيوري ياناسي
- موقع الفتيات الساحرات - أيا أساغيري
- بوبتيبيبيك - قطكلب
- فتيات الموسيقى - هيو يوكينو
- 18if - تاماكي
- متاعب سايكي كوسوؤو - كوميكو
- كونوهانا كيتان - يوزو

## وصلات خارجية
- يوكو أونو (مؤدية أصوات) على موقع ميوزك برينز (الإنجليزية)
- يوكو أونو (مؤدية أصوات) على موقع قاعدة بيانات الفيلم (الإنجليزية)